# لويس ساليناس
لويس ساليناس (بالإسبانية: Luis Salinas)‏ هو عازف جاز وعازف قيثارة أرجنتيني، ولد في 24 يونيو 1957.

## وصلات خارجية
- الموقع الرسمي
- لويس ساليناس على موقع ميوزك برينز (الإنجليزية)
- لويس ساليناس على موقع أول ميوزيك (الإنجليزية)
- لويس ساليناس على موقع أول ميوزيك (الإنجليزية)
- لويس ساليناس على موقع ديسكوغز (الإنجليزية)